# 안준생
안준생(安俊生, 1907년 3월 22일~1951년 4월 30일)은 일제강점기의 기업인이다.

## 생애
황해도 해주에서 안중근의 차남으로 태어났지만 그가 태어나기 전 아버지가 이토 히로부미의 암살을 위해 블라디보스토크로 갔기 때문에 아버지를 잘 알지 못했다. 이토 히로부미 저격 사건 이후 어머니를 따라 만주, 시베리아 등지를 떠돌다가 상하이 조계에 거주하며 항저우에서 대학을 졸업했다.
1939년에는 상하이에서 약국을 운영하던 중 내선일체 활동의 일환으로 상해 체류 조선인의 '만선시찰단'(満鮮視察団)에 참가하여 일행은 동년 10월 9일에 조선총독부의 초청을 받아 미나미 지로 조선총독과 면담하였다. 10월 11일 평양에서 해산한 뒤 그는 몇 명의 수행자와 10월 15일 이토 히로부미를 추모하는 사찰인 박문사(지금의 서울 신라호텔 근처)을 찾아 이토의 위패에 대해 분향하고 “죽은 아버지의 죄를 내가 대신 속죄한다”는 담화를 발표했으며 부친 안중근의 추선 공양도 같은 절에서 행하였다. 또한 10월 16일에는 조선호텔에서 이토의 아들인 이토 분키치 남작(귀족의원, 일본광업사장)와 면회하여 “아버지를 대신해 깊이 사과드린다”며 사죄하였다. 10월 17일 안준생과 이토 남작, 나카무라(中村)라는 여성 등 3명이 박문사에서 합동참배를 하였다. 암살자와 피해자가 그 쌍방의 자손에 의해 동시에 공양을 받는 것으로, 내선융화(内鮮融和) 이벤트는 차질없이 완료되었다. 한마디로 제국 정부의 치밀한 각본대로 연출된 화해극이었다. 당시 조선일보를 비롯한 언론은 "조선통치의 위대한 전환사" "부처의 은혜로 맺은 내선일체"라며 대서특필했다. 언론은 준생이 "죽은 아버지의 죄를 내가 속죄하고 전력으로 보국의 정성을 다하고 싶다"라고 말했다고 보도했다. 후에 일본은 영국인 세관장이 살던 고급 주택을 사주는 등 준생을 특별 관리했다.
이 이야기를 신문에서 알게 된 한국독립운동가 김구는 안준생이 미나미 총독을 아버지라 불렀다며 '민족반역자(매국노, 韓奸)로 변절한 안준생을 체포해 교수형에 처하라' 또 '상하이에서 아편 매매를 저지르고 있으니 엄중히 처벌해 줄 것'이라고 당시 충칭에 있는 장제스에게 부탁할 정도였다. 하지만 아편 매매 혐의는 없었으므로 중화민국 당국은 그 요청을 무시하였다. 안준생은 이후로도 살해되지는 않았지만, 광복 이후에도 잠시 귀국을 망설이다가, 1946년 모친 사후, 간신히 귀국하였다.
귀국 후 남한에 숨어살다가 한국전쟁 중 1951년 부산으로 피신해 있을 때 덴마크 국적의 병원 선내에서 폐결핵으로 사망했다. 서울 혜화동 천주교 공원묘지에 안장돼 있다. 부인 정옥녀씨와 1남2녀는 미국으로 이민을 떠났다. 안준생의 아들 안웅호(安雄浩)는 미국에서 중국계 여성과 혼인하였으며 미국에서 심장병 권위자가 되었다. 안웅호의 아들 토니안 주니어(Tony Ahn Jr.)는 한국어를 못하는 재미한인으로 의거 104주년 기념하여 한국을 방문하였다.
이런 사정으로 안준생은 친일파로 비판을 자주 받아 후세에 의한 변호와 비판이 양립되는 중이다. 안중근 의거 100주년(2009년)을 맞아 국내 학계, 언론이 다각도로 재조명되고 있다. ‘연합뉴스’가 ‘안중근 의거 100년 살아남은 자의 슬픔’(2009년 11월 1일자)이라는 제목으로 “안준생의 친일행적은 적어도 학계에서는 공공연한 비밀이지만, 국내 어느 연구자도 이런 사실을 지적하지 않는다. 그만큼 안 의사가 갖는 영웅성이 절대적이기 때문일 것”이라고 분석한 바 있다.

## 가족 관계
- 부인: 정옥녀(鄭玉女, 1905년~1991년)
  - 딸: 안선호(安善浩, 1930년 ~2003년), LA 거주
  - 아들: 안웅호(鄭雄浩, 1933년~2013년), 미국명 토니안
  - 며느리: 청즈잉(程志英,1934년~중국계 미국인)
    - 손자: 토니안 주니어(안도용(安度勇), 1964년~)
    - 손녀: 리사 안
    - 손녀: 캐런 안(1973년~)

  - 딸: 안연호(安蓮浩, 1938년~2011년), 시애틀 거주

## 문학
- 《이토 히로부미, 안중근을 쏘다》(2009년 10월 19일), IWELL, 이태진 , 조동성, 김성민 지음 ISBN 9788996007067
- 2014년 나는 너다(연극)